# 和济格尔
和济格尔（？—1646年），乌鲁特部人，清朝初年蒙古族将领。
和济格尔在明朝担任为千总。后来归降后金努尔哈赤，任甲喇额真。隶属汉军正白旗，跟随汉俗改姓何。多次跟随努尔哈赤攻巴林、栋奎等部。天聪三年（1629年）、天聪五年，两次跟随皇太极攻打明朝。天聪八年（1631年），授世职牛录章京，崇德四年（1639年），汉军四旗建立，为镶白旗梅勒额真。崇德五年、崇德六年，两次随军围锦州。崇德七年（1642年），参与攻破塔山、杏山，以功授正白旗梅勒额真。崇德八年，参与攻克中后所、前屯卫二城，封为一等甲喇章京。顺治三年二月去世。其子拜音达里。